# 新葛兰西主义
新葛兰西主义（英語：Neo-Gramscianism）是一种马克思主义的国际关系理论，发源于意大利共产主义思想家安东尼奥·葛兰西的著作，其运用批判性的理论方法来研究国际关系和全球政治经济，探讨思想、制度和物质能力在塑造国家形成时发挥的作用。新葛兰西主义分析了特定的社会力量、国家和其主导的概念结构如何定义和维持世界秩序的问题。它还利用现实主义、自由主义的国际关系理论对传统的国际关系理论进行了分析和批判，并且对霸权和国际秩序等方面做了大胆的理论创新，从而形成了一套全新的理论。除此之外他们还对历史变革、权力、资本概念进行分析，并且在西方国际关系理论领域巾开辟了独树一帜的批判理论。
新葛兰西主义的出现，被认为是对僵持了几十年的国际关系理论界“两极格局”的突破，其打破了现实主义和自由主义的论战，将这两股思潮的理论基础进行历史化，把它们作为一个特定的世界秩序的一部分，并找到了两种理论机构和结构之间的连锁关系。

## 历史与发展
国际关系理论中的新葛兰西主义发源于约克大学名誉教授罗伯特·W·考克斯1981年在《千禧年》（Millennium）杂志中发表的文章《超越国际关系理论：社会力量、国家和世界秩序》（Social Forces, States and World Orders: Beyond International Relations Theory），考克斯认为，葛兰西的概念性框架为国际关系理论提供了新的理论方法, 揭示了国际层面上的霸权机制。但考克斯否定了自己是“葛兰西主义者”的标签，并认为自己仅仅只是葛兰西理论的发展者。葛兰西的霸权观与现实主义者的霸权观大相径庭，葛兰西的“历史集团”的国家理论，即物质能力、意识形态和制度的主导结构，作为个人和集体行动的决定框架，以及作为形成历史集团的“有机知识分子”的知识分子理论也被认为是建设性意义的。
考克斯的同事，约克大学杰出的政治学研究教授斯蒂芬·吉尔（Stephen Gill）也沿着一些不同的思路发展了新葛兰西主义的方法。吉尔在其著作《新世界秩序中的权力与抵抗》（Power and Resistance in the New World Order）中，展示了西方的精英主义在国际政治中扮演的角色，以及他们是如何塑造了自由主义（如今已经转变为霸权主义）、创建了华盛顿共识的。以及后来西方经营权力集团与全球化的关系。吉尔还与加拿大学者A.克莱尔·卡特勒（A.Claire Cutler）合作发行了一本新葛兰西主义启发的书，题为《新宪政与世界秩序》（New Constitutionalism and World Order）。这本书汇集了一批批判理论家和新葛兰西主义者来分析法律和宪法创新在全球政治经济中的作用。
在北美以外，在基斯·范德尔·皮耶尔和亨克·奥贝克（阿姆斯特丹大学）创立的“阿姆斯特丹学派”，以及德国的个别研究人员，特别是杜塞尔多夫，卡塞尔和马尔堡以及英国苏塞克斯大学全球政治经济中心和世界其他地区都采用了新葛兰西批判方法。卡塞尔大学的克里斯托夫·舍勒是德国著名的新葛兰西理论家之一，他提出了“双重霸权”的概念，代表了德国的全球政治经济方法，被多数学者所认同。

## 基本理论
在国际或全球政治经济学的主流研究方法中，国家的本体论中心地位是毋庸置疑的。相比之下，新葛兰西主义采用了阿姆斯特丹大学国际关系教授亨克·奥弗贝克（Henk Overbeek）所称的跨国历史唯物主义的方法，“将国家形成和州际政治视为资本积累和阶级形成的动力。”他们从本体论和认识论的允度抛弃了实证主义者的假定即其“方法论特别重视严禁的事实根据反对所谓的‘未置可否’或‘亦此亦彼’的认识和判断”。
新葛兰西主义认为，国家主权受制于以跨国金融体系和相应的跨国生产体系的出现为标志的全球经济体系。这些体系中的主要参与者，跨国公司和国际金融机构，如世界银行和国际货币基金组织，已经演变成一个行使全球霸权的“跨国历史集团”（这与霸权是“一个国家或一组国家的主导力量”的现实主义观点相反）这个历史性的集团通过知识和文化说服的强制手段（基本上没有暴力）获得被统治人民的默许，从而获得其权威。它将自己与参与政治斗争的其他社会群体联系起来，以扩大其影响力，并寻求通过国家经济的标准化和自由化来巩固其权力，从而建立一个单一的监管制度（如世界贸易组织）。
新葛兰西主义持有存在强大的力量反对这个历史集团的进步的观点，认为他们可能会形成反霸权主义，作为不限成员名额的阶级斗争的一部分来挑战这个集团。这些可能包括依赖关税和国家补贴保护的新重商主义者，或欠发达国家的联盟，或工业化西方的女权主义和环保主义运动。

## 影响
葛兰西主义者的研究使得大家对传统国际关系理论有所反思，为国际关系的发展做出了很多贡献。符先，新葛兰西主义者认为政治经济不能被当成是一系列历史现象的简单对比，因为社会是受结构关系所支配的统一整体，这是一种辩证的互动的关系，因此不能把它们分开。再次，精神生产与历史变革之间也存在这辩证关系。思想变革是在社会整体变革之中的，随着社会整体的发展而发展，并影响着其他社会进程，反之，思想变革也会影响着社会变革。
其次，新葛兰西主义的结构是历史的、具体的。它也随着社会的发展而改变，它强调社会的历史变革是一个不重复的、无穷无尽的过程它不能被然的、一成不变的、永桓的框架所决定，这个学派不仅关心过去也关心历史变迁的持续进程，可以说它是一个历史理论。虽然这种历史结构不能表现整个世界但是它能表现总体性历史定位中的特定人类活动领域；再次，新葛兰西主义坚持分析公正、合法性、道德可信性等道义维度，并把它们结合进关键术语之中，例如国家与政治的两元复合概念：国家在实行阶级压迫的同时也探索建立合理社会，使国家成为公共权力。这与新现实主义有很大的不同，新葛兰西主义者是在自下而上地考察国际政治，而不是像那些发达国家学者以优越的姿态去强调体系秩序与危机管理的不同。
新葛兰西学派从自身理论的角度分析了国家与社会复合体之间在配置上的不同，以及国家体系之间在国际上相互转换的矛盾，他们倾向于把有关世界秩序的问题看成是一个整体，而不是像其他学者那样分割现实社会或者具化世界体系。新葛兰西学派的观点是理论的创建不应该堆砲在固有的一种理论之上，而是应该建立在不断前行的理论延伸以及具体的实践操作之上。